# Hedyjoppa hashimotoi
Hedyjoppa hashimotoi là một loài tò vò trong họ Ichneumonidae.